# ユナイテッド・テレビジョン・ブロードキャスティング・システム
ユナイテッド・テレビジョン・ブロードキャスティング・システム（United Television Broadcasting Systems, Inc.、UTB）は、アメリカ合衆国ロサンゼルス/ハリウッドを拠点とする日本語テレビ放送局。UTB Hollywoodとも呼ばれている。

## 概要
アメリカ本土における初の日本語TV放送局として、1971年にロサンゼルスで開局。 番組やイベントを通じて地元アメリカ人に日本の文化を広く紹介し、在外邦人に必要と思われる情報を伝える事を局の使命とし、アメリカの日系社会における最大の情報源となっている。 UTBの番組が放送されているチャンネル18(KSCI-TV)は南カリフォルニアの総人口740万世帯（2,300万人）をカバーし、日本人、日系人、その他のアジア人、アメリカ人等を含め30万人以上の視聴者がいる。
1998年にはUTB映像アカデミーを創設（本拠は日本・東京都千代田区）。映像業界で働く為のプロを育成するスクールなども手掛けている。
放送の送信はUTB単体ではなく、現地に本拠を置く多言語ローカルテレビ局『KSCI』の放送枠を間借りしており、放送日数と放送時間が限られていた。2009年のアメリカにおける地上デジタル放送完全移行を機に、同年4月1日よりKSCIのサブチャンネルである18.2チャンネルを買い取り、2016年8月まで、週7日、1日24時間にわたって放送していた。2016年9月以降はKSCIのメインチャンネルである18.1チャンネルにて日本の番組と自社オリジナル番組を毎週日曜日の午後6時から8時まで2時間の放送を行っている。。

## 放送番組
2015年9月現在までに、以下のような番組が放送されている。この他、NHKワールドTVからの番組（大半は英語放送）や日本映画も編成されていた。

### オリジナル番組
- ソーカルジャパン（UTB公式サイトで視聴可能）
- 教えて VIVA!　グルメ!（同上）
- パブリックアナウンスメント（パブアナ）
- UTB Music TV
- UTB TVショッピング

### ドラマ
- あまちゃん（NHK）
- 花燃ゆ（NHK）
- 天皇の料理番（TBS）
- 相棒シリーズ（EX）
- ドクターX〜外科医・大門未知子〜シリーズ（EX）
- 半沢直樹（TBS）
- ルーズベルト・ゲーム（TBS）
- 最後から2番目の恋（CX）
- 家政婦のミタ（NTV）
- JIN-仁-（TBS）

### 音楽・バラエティ番組
- ぐるぐるナインティナイン「グルメチキンレース・ゴチになります」（NTV）
- どっちの料理ショー（NTV）
  - 秘密のケンミンSHOW（NTV）
- おにぎりあたためますか（HTB）
- 水曜どうでしょう（HTB）
- NHK紅白歌合戦（NHK、現地時間12月31日の本放送および数日後の再放送）

### アニメ・特撮番組
- ルパン三世
- ど根性ガエル
- 昭和物語
- エリンが挑戦! にほんごできます。
- 名探偵コナン
- ウルトラマンダイナ

## 実績紹介
- 2004年4月：石原慎太郎（東京都知事） / チャリティー講演会 in 日米文化会館（880名動員）
- 2004年9月：養老孟司 / 講演会 in 日米文化会館	（800名動員）
- 2004年10月：綾小路きみまろ / チャリティーライブ in El Camino大学（2,400名動員）
- 2005年4月：田原総一郎 / チャリティー講演会 in 日米文化会館（880名動員）
- 2006年4月：コロッケ / ものまねライブショー in Entertainment Center（2,000名動員）
- 2006年7月：吉本興業&UTB主催 / すっごい新喜劇 in Hollywood Kodak Theatre（2,600名動員）
- 2008年8月：坂東眞理子 / 講演会 in Redondo Beach Performing Arts Center（1,200名動員）
- 2008年10月：木村祐一 / 写術 in Writers Guild Theater Beverly Hills（880名動員）
- 2009年7月：フジコヘミング / ピアノリサイタル in Santa Monica & NY Broad Stage（2,080名動員）
- 2009年10月：櫻井よしこ / 講演会 in Redondo Beach Performing Arts Center（1,200名動員）
- 2010年6月：赤西仁 / You & Jin Live Show in Club Nokia（6,000名動員）
- 2010年9月：栗原はるみ / 料理＆トークショー in Marriott Hotel（800名動員）
- 2011年2月：赤西仁 / Yellow Gold America Tour（全米5都市、10,000名動員）
- 2013年8月：JAM PROJECT / アニソンライブショー in Musicians Institute（500名動員）
- 2014年7月：May’n / ライブショー in Musicians Institute（500名動員）
- 2014年8月：Kenichi Ebina / in El Camino College（3,000名動員）

### 関連会社
- ESP ENTERTAINMENT GROUP